# Дейвид Спейд
Дейвид Уейн Спейд (на английски: David Wayne Spade) (роден на 22 юли 1964 г.) е американски актьор, комик и сценарист, номиниран за две награди „Златен глобус“ и четири награди „Еми“. Става известен през 90-те като член в състава на „На живо в събота вечер“, а най-известната му роля е на Денис Финч в сериала „Само за снимка“. От 2003 г. има звезда на Холивудската алея на славата.

## Личен живот
Спейд има една дъщеря на име Харпър от плеймейтката Джилиън Грейс.

## Избрана филмография
- Полицейска академия 4: Градски патрул (1987)
- Спасители на плажа (1989)
- Алф (1990)
- Конусови глави (1993)
- Хапки от реалността (1994)
- Само за снимка (1997)
- Дребосъчетата: Филмът (1998)
- Без чувства (1998)
- Омагьосаният император (2000)
- Осем прости правила (2002)
- Дики Робъртс: Бившата звезда (2003)
- Омагьосаният император 2: Новите приключения на Кронк (2005)
- Зебрата състезател (2005)
- Момчето на баба (2006)
- Резервите (2006)
- Обявявам ви за законни Чък и Лари (2007)
- Обвързани (2007)
- Дърти хлапета (2010)
- Джак и Джил (2011)
- Антураж (2011)
- Хотел „Трансилвания“ (2012)
- Жега в Кливланд (2012)
- Дърти хлапета 2 (2013)
- Хотел Трансилвания 2 (2015)
- Претъпкано (2016)
- Хотел Трансилвания 3: Чудовищна ваканция (2018)
- Хотел Трансилвания 4: Трансформания (2021)